# Scary Monsters (and Super Creeps)
Az 1980-as Scary Monsters (and Super Creeps) David Bowie nagylemeze. Az album Bowie egyik legsikeresebb nagylemeze mind kereskedelmi, mind kritikai szempontból. Ez az utolsó olyan stúdióalbuma, amely az RCA gondozásában jelent meg.

## Az album dalai
Minden szám szerzője David Bowie,  kivéve a Kingdom Come című dal, melynek szerzője Tom Verlaine.
Első oldal
1. "It's No Game (No.1)" – 4:15
2. "Up the Hill Backwards" – 3:13
3. "Scary Monsters (and Super Creeps)" – 5:10
4. "Ashes to Ashes" – 4:23
5. "Fashion" – 4:46

Második oldal
1. "Teenage Wildlife" – 6:51
2. "Scream Like a Baby" – 3:35
3. "Kingdom Come" – 3:42
4. "Because You're Young" – 4:51
5. "It's No Game (No.2)" – 4:22

## Helyezések és eladási minősítések

### Album
| Év   | Lista                           | Helyezés |
| ---- | ------------------------------- | -------- |
| 1980 | Brit albumlista                 | 1        |
| 1980 | Billboard Pop Albums            | 12       |
| 1980 | Norvég albumlista (VG-lista)    | 3        |
| 1980 | Ausztrál Kent Report albumlista | 1        |
| 1980 | Kanadai albumlista (RPM)        | 9        |

### Kislemezek
| Év   | Kislemez                          | Lista                                      | Helyezés |
| ---- | --------------------------------- | ------------------------------------------ | -------- |
| 1980 | Ashes to Ashes                    | Ausztrál kislemezlista (Kent Music Report) | 3        |
| 1980 | Ashes to Ashes                    | Belga kislemezlista                        | 15       |
| 1980 | Ashes to Ashes                    | Billboard Pop Singles                      | 101      |
| 1980 | Ashes to Ashes                    | Brit kislemezlista                         | 1        |
| 1980 | Ashes to Ashes                    | Kanadai kislemezlista (RPM)                | 35       |
| 1980 | Ashes to Ashes                    | Norvég kislemezlista                       | 3        |
| 1980 | Ashes to Ashes                    | Portugál kislemezlista                     | 2        |
| 1980 | Fashion                           | Ausztrália                                 | 27       |
| 1980 | Fashion                           | Brit kislemezlista                         | 5        |
| 1980 | Fashion                           | Billboard Pop Singles                      | 70       |
| 1980 | Fashion                           | Svéd kislemezlista                         | 7        |
| 1981 | Scary Monsters (and Super Creeps) | Brit kislemezlista                         | 20       |
| 1981 | Scary Monsters (and Super Creeps) | Ír kislemezlista                           | 17       |
| 1981 | Up the Hill Backwards             | Brit kislemezlista                         | 32       |
| 1981 | Up the Hill Backwards             | Kanadai kislemezlista (RPM)                | 49       |

### Eladási minősítések
| Szervezet         | Minősítés |
| ----------------- | --------- |
| ARIA – Ausztrália | platina   |
| RIAA – USA        | platina   |
| BPI – UK          | platina   |

## Közreműködők

### Zenészek
- David Bowie – ének, szintetizátor, mellotron, elektromos zongora, zongora, hangeffektek, szaxofon, háttérvokál
- Dennis Davis – dob
- George Murray – basszusgitár
- Carlos Alomar – gitár
- Chuck Hammer – gitár-szintetizátor
- Robert Fripp – gitár
- Roy Bittan – zongora
- Andy Clark – szintetizátor
- Pete Townshend – gitár
- Tony Visconti – akusztikus gitár, háttérvokál
- Lynn Maitland – háttérvokál
- Chris Porter – háttérvokál
- Michi Hirota – vokális

### Produkció
- David Bowie, Tony Visconti – producer, hangmérnök
- Larry Alexander, Jeff Hendrickson – segédhangmérnök
- Peter Mew, Nigel Reeve – mastering